# Функціонал Шредінгера
У математичній фізиці деякі підходи до квантової теорії поля є популярнішими за інші. З історичних причин картина Шредінгера менш популярна, ніж методи простору Фока. У перший час квантової теорії поля збереження симетрій, таких як інваріантність Лоренца, їх проявлення і доведення ренормалізації мали вирішальне значення. Картина Шредінгера не є проявною інваріантністю Лоренца, а його ренормалізовність була представлена тільки в 1980-х роках Куртом Зіманціком (1981).
В межах картини Шредінгера, Шредінгерівський хвильовий функціонал виділяється як, імовірно, найбільш корисний та універсальний функціональний інструмент, хоча на даний момент інтерес до нього є предметним.
Функціонал Шредінгера, у його найпростішій формі, є генератором перекладу в часі стану хвильових функціоналів. Простими словами, він визначає, як еволюціонує квантова система частинок з часом та як виглядають наступні системи.

## Передумови
Квантова механіка визначається за просторовими координатами 𝑥, на які діє група Галілея, і відповідні оператори діють на її стан як 𝑥^𝜓(𝑥) = 𝑥𝜓(𝑥). Стан характеризується хвильовою функцією 𝜓(𝑥) = ⟨𝑥|𝜓⟩, отриманою проектуванням на власні стани координат, визначені оператором координати 𝑥^|𝑥⟩ = 𝑥|𝑥⟩. Ці власні стани не є стаціонарними. Часова еволюція породжується гамільтоніаном і дає рівняння Шредінгера 𝑖∂/∂𝑡|𝜓(𝑡)⟩ = 𝐻^|𝜓(𝑡)⟩.
Проте, у квантовій теорії поля координата є оператором поля{\displaystyle {\hat {\phi }}_{\mathbf {x} }={\hat {\phi }}(\mathbf {x} )}, який впливає на хвильову функціональну стану таким чином:
{\displaystyle {\hat {\phi }}(\mathbf {x} )\Psi \left[\phi (\cdot )\right]=\operatorname {\phi } \left(\mathbf {x} \right)\Psi \left[\phi (\cdot )\right],}
де "⋅" позначає незафіксований просторовий аргумент. Ця хвильова функціональна
{\displaystyle \Psi \left[\phi (\cdot )\right]=\left\langle \phi (\cdot )|\Psi \right\rangle }
добувається за допомогою власних станів поля
{\displaystyle {\hat {\phi }}(\mathbf {x} )\left|\Phi (\cdot )\right\rangle =\Phi (\mathbf {x} )\left|\Phi (\cdot )\right\rangle ,}
які індексуються невикористовуваними конфігураціями "класичного поля" Φ (⋅). Ці власні стани, подібно до власних станів позиції вище, не є стаціонарними. Часова еволюція генерується гамільтоніаном, результатом якого є рівняння Шредінгера,
{\displaystyle i\partial _{0}\left|\Psi (t)\right\rangle ={\hat {H}}\left|\Psi (t)\right\rangle .}
Отже, стан у квантовій теорії поля, в теорії, є функціональним перехресним поділом конфігурацій полів.

## Приклад: Скалярне поле
У квантовій теорії поля (як приклад) квантове скалярне поле {\displaystyle {\hat {\phi }}(x)}, в повноцінній аналогії з одночастинковим квантовим гармонійним осцилятором, власний стан цього квантового поля з "класичним полем" {\displaystyle \phi (x)} ( c-число ) як його власне значення,
{\displaystyle {\hat {\phi }}(x)\left|\phi \right\rangle =\phi \left(x\right)\left|\phi \right\rangle }
є (Schwartz, 2013)
{\displaystyle \left|\phi \right\rangle \propto e^{-\int dx{\frac {1}{2}}~(\phi (x)-{\hat {\Phi }}_{+}(x))^{2}}\left|0\right\rangle }
де {\displaystyle {\hat {\Phi }}_{+}\left(x\right)} це частина {\displaystyle {\hat {\phi }}\left(x\right)}, що включає лише оператори створення {\displaystyle a_{k}^{\dagger }} . Для осцилятора це відповідає зміні представлення / відображення до стану |x⟩ зі станів Фока.
Для незалежного від часу гамільтоніана H, функціонал Шредінгера визначається як
{\displaystyle {\mathcal {S}}[\phi _{2},t_{2};\phi _{1},t_{1}]=\langle \,\phi _{2}\,|e^{-iH(t_{2}-t_{1})/\hbar }|\,\phi _{1}\,\rangle .}
В інтерпритації Шредінгера ця функціональна залежність породжує часові трансляції функціоналів стану через
{\displaystyle \Psi [\phi _{2},t_{2}]=\int \!{\mathcal {D}}\phi _{1}\,\,{\mathcal {S}}[\phi _{2},t_{2};\phi _{1},t_{1}]\Psi [\phi _{1},t_{1}].}

### Стани
Нормалізований вакуумний стан вільного поля хвильової функціоналу є гаусівським
{\displaystyle \Psi _{0}[\phi ]=\det {}^{\frac {1}{4}}\left({\frac {K}{\pi }}\right)\;e^{-{\frac {1}{2}}\int d{\vec {x}}\int d{\vec {y}}\,\phi ({\vec {x}})K({\vec {x}},{\vec {y}})\phi ({\vec {y}})}=\det {}^{\frac {1}{4}}\left({\frac {K}{\pi }}\right)\;e^{-{\frac {1}{2}}\phi \cdot K\cdot \phi },}
де коваріація K є
{\displaystyle K({\vec {x}},{\vec {y}})=\int {\frac {d^{3}k}{(2\pi )^{3}}}\omega _{\vec {k}}\,e^{i{\vec {k}}\cdot ({\vec {x}}-{\vec {y}})}.}
Це аналогічно (перетворенню Фур'є від) добутку основного стану кожного режиму k приблизно в межі континууму (Hatfield 1992).
{\displaystyle \Psi _{0}[{\tilde {\phi }}]=\lim _{\Delta k\to 0}\;\prod _{\vec {k}}\left({\frac {\omega _{\vec {k}}}{\pi }}\right)^{\frac {1}{4}}e^{-{\frac {1}{2}}\omega _{\vec {k}}{\tilde {\phi }}({\vec {k}})^{2}{\frac {\Delta k^{3}}{(2\pi )^{3}}}}\to \left(\prod _{\vec {k}}\left({\frac {\omega _{\vec {k}}}{\pi }}\right)^{\frac {1}{4}}\right)e^{-{\frac {1}{2}}\int {\frac {d^{3}k}{(2\pi )^{3}}}\omega _{\vec {k}}{\tilde {\phi }}(|{\vec {k}}|)^{2}}.}
Кожен режим k входить як незалежний квантовий гармонійний осцилятор. Одночастинкові стани отримуються збудженням одного режиму і мають таку форму:
{\displaystyle \Psi [\phi ]\propto \int d{\vec {x}}\int d{\vec {y}}\,\phi ({\vec {x}})K({\vec {x}},{\vec {y}})f({\vec {y}})\Psi _{0}[\phi ]=\phi \cdot K\cdot f\,e^{-{\frac {1}{2}}\phi \cdot K\cdot \phi }.}
Це є прикладом того, коли додавання збудження у k → 1 дає (Hatfield 1992):
{\displaystyle \Psi _{1}[{\tilde {\phi }}]=\left({\frac {2\omega _{k_{1}}}{(2\pi )^{3}}}\right)^{\frac {1}{2}}{\tilde {\phi }}({\vec {k}}_{1})\Psi _{0}[{\tilde {\phi }}]}
{\displaystyle \Psi _{1}[\phi ]=\left({\frac {2\omega _{k_{1}}}{(2\pi )^{3}}}\right)^{\frac {1}{2}}\int d^{3}y\,e^{-i{\vec {k}}_{1}\cdot {\vec {y}}}\phi ({\vec {y}})\Psi _{0}[\phi ].}
(Фактор {\displaystyle (2\pi )^{-3/2}} випливає з налаштування Хетфілда {\displaystyle \Delta k=1} . )

## Приклад: Ферміонне поле
Для наочності розглянемо безмасове поле Вейля–Майорани {\displaystyle {\hat {\psi }}(x)} у 2D просторі в SO + (1, 1), але це рішення узагальнюється на будь-який масивний дираківський біспінор у SO + (1, 3). Простір конфігурацій складається з функціоналів {\displaystyle \Psi [u]} антикомутуючих полів зі значеннями Грассмана u (x). Ефект від 𝜓^ (x) поля полягає в:
{\displaystyle {\hat {\psi }}(x)|\Psi \rangle ={\frac {1}{\sqrt {2}}}\left(u(x)+{\frac {\delta }{\delta u(x)}}\right)|\Psi \rangle .}